# Motomel
MotoMel es una marca argentina de motovehículos. Es propiedad del fabricante argentino La Emilia S.A., propiedad a su vez de la familia Meller. Tiene sus oficinas en la Ciudad Autónoma de Buenos Aires, mientras que sus fábricas se encuentran en la localidad de La Emilia, próxima a San Nicolás de los Arroyos. Fabrica más de 60 modelos diferentes distribuidos en ocho líneas de productos: motos de calle, deportivas, cubs, custom, on-off, scooter, cuatriciclos y motovehículos utilitarios. El término MotoMel es un acrónimo del término Motovehículos Meller.

## Historia

### Fundación
La Emilia S.A. fue fundada en el año 1892 por dos hermanos españoles: Leodegario y Quintín Córdoba, siendo la primera planta textil ubicada en las afueras de Buenos Aires. Se ubicó sobre un Molino Harinero que obtenía su fuerza motriz desde el Arroyo del Medio a través de un tajamar. Una debilidad ambiental muy grave, fueron las repetitivas inundaciones y anegamientos de las naves industriales. Así, antes de ingresar al siglo XX, la textil soportó una destrucción por inundación muy grave. La esposa de uno de ellos se llamaba Emilia y en su honor denominaron a la fábrica "La Emilia". Los productos que allí se elaboraban, con rapidez, ganaron respeto y consecuentemente, una importante porción del mercado. La pequeña fábrica se desarrolló hasta convertirse en una gran industria, la que generó puestos de trabajo y atrajo a gente de otras ciudades, ocasionando un gran crecimiento de población que culminó con el bautismo de la localidad "La Emilia" por la fábrica. Por ese motivo, la empresa construyó casas, el club social y deportivo, el cine teatro y el centro asistencial de salud, junto con el gobierno, los caminos y la escuela técnica. Desgraciadamente, la cabeza de familia perdió la vida en un siniestro y la compañía entró luego en un período de letargo. Al cumplir 50 años de existencia, en 1942,[cita requerida] ninguna alusión histórica se vio reflejada en ningún documento público. Y en 1966, nuevamente, la planta y toda la localidad sufrieron el embate del Arroyo, incluyendo muertes y pavorosas pérdidas

### Adquisición por parte de la familia Meller
A principios de la década de 1980, la familia Meller adquirió la empresa. Descendientes de un inmigrante polaco que comenzó reciclando scrap y subproductos textiles, sus hijos Máximo y Jaime desarrollaron un grupo económico privado, cuyo fuerte era la industria textil pero que estaba diversificado, al punto de incluir una subsidiaria dedicada a construcciones civiles, otra a las comunicaciones, etc. A la producción habitual de La Emilia se incorporaron otros productos, persiguiendo los objetivos de diversificación, innovación y calidad.
En 1992 la empresa celebró su primer centenario y encaró el futuro con las premisas que construyeron su historia.

### Creación de MotoMel
Al inicio de los años 1990, los cambios en la política económica y la degradación del mercado textil hicieron que la dirección de la empresa se abocara de lleno a la búsqueda de alternativas, por lo que se decidió incursionar en el campo de los motovehículos. Entonces se comenzó con dos modelos y se utilizó la marca Motomel para distinguirlos. 
La filosofía de trabajo del grupo lleva a la decisión de adquirir una línea de montaje idéntica a la del proveedor extranjero para producir con los mismos estándares de calidad: no se trataba de un negocio puntual sino de la reconversión de una empresa para adaptarla a las nuevas circunstancias.
La idea demostró ser la correcta y la operación de motovehículos, surgida como alternativa, es hoy la principal actividad de la empresa, habiéndose alcanzado una firme posición, con una oferta diversificada de motovehículos producidos localmente.

## Actividades

Barrio Nueva Pompeya, donde se ubica la empresa.

Motomel puso en marcha en su planta La Emilia, diferentes actividades productivas, complementarias a la producción de moto-vehículos.
La producción de cascos están identificados con la marca MELL y homologados por el INTI según normas IRAM 3621:2011. Los cascos MELL son diseñados íntegramente en Argentina y producidos con máquinas inyectoras propias, utilizando materias primas provenientes de petroquímicas nacionales.
La producción de kits de transmisión para motocicletas está compuesto por piñones y coronas, utilizando chapa o barra maciza de origen nacional y de primera calidad, para asegurar una óptima durabilidad.
Para la producción de accesorios plásticos se desarrolló una planta exclusiva dentro de La Emilia, con una proyección productiva mensual de 10 000 kits de plásticos completos, de polipropileno y ABS pintado para los distintos modelos de moto-vehículos Motomel.
Los chasis producidos en esta planta se protegen contra la corrosión mediante un proceso con fosfato de hierro de forma de no contaminar el medio ambiente. Luego de ello se pintan mediante en pintura en polvo en una línea robotizada producida en el país, que permite recuperar la pintura excedente, y cuenta con un horno de alta eficiencia que reduce el consumo de gas. 
Para los diferentes modelos de motovehículos se fabrican asientos.
Se creó una nueva planta para la producción de amortiguadores, tanto para abastecer las líneas de producción de la empresa, como para el mercado de reposición y exportación.

## Infraestructura

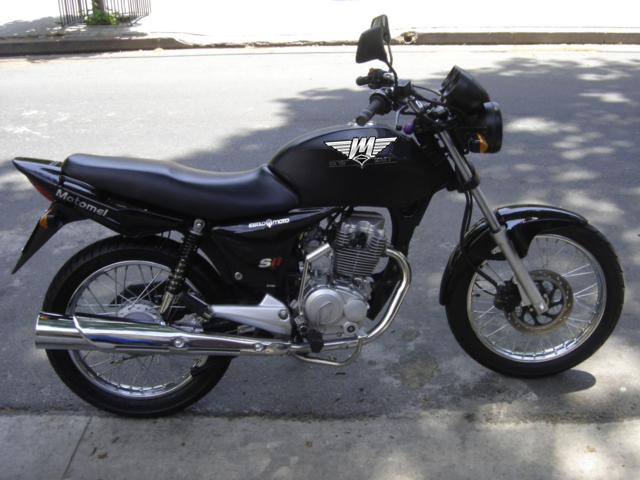
Motomel de 150cc.

La producción de los vehículos se desarrolla en su planta principal ubicada en la localidad de La Emilia, provincia de Buenos Aires. Está planta tiene 64.000 m², 3 líneas de producción, 2 líneas de abastecimiento, 1 planta de fabricación de cascos, 1 planta de fabricación de kit de transmisión, 1 planta de fabricación de accesorios plásticos y 1 planta de fabricación de amortiguadores. Tiene una capacidad de producción de 600.000 unidades al año.
La planta de embalaje está destinada, exclusivamente, a la producción del empaque de todas las unidades Motomel. Esta planta cuenta con dos líneas de embalaje.
Motomel obtuvo la certificación internacional de calidad ISO 9001 2000 otorgada por el IRAM en el año 2004, siendo auditada por el IRAM cada año y habiendo superado exitosamente cada auditoría. Las unidades son inspeccionadas en más de 20 puntos en controles estáticos y dinámicos durante el proceso de producción, y ha sido pionera en implementar en Argentina un control completo en tester electrónico. 
El centro logístico está ubicado en el barrio Nueva Pompeya de la Ciudad Autónoma de Buenos Aires cuenta con tres depósitos en una extensión de 18.000 m² equipados con última tecnología. Posee un sofisticado sistema de despacho conformado por cuatro rampas de despegue.
La central de repuestos está ubicada dentro del centro logístico de Nueva Pompeya, cuenta con 4 depósitos exclusivos para el almacenamiento de repuestos y accesorios y un depósito exclusivo para el despacho, facturación y logística. Esta central cuenta con Racks de más de 15 metros de altura equipados con tecnología de última generación para asegurar el óptimo acondicionamiento y rápida entrega al cliente.
El centro administrativo está ubicado en el barrio de Nueva Pompeya y concentra las áreas de administración y dirección de la empresa. Este centro reúne a más de 100 empleados distribuidos en los distintos sectores administrativos.

## Modelos
Las motos se dividen en las siguientes líneas:

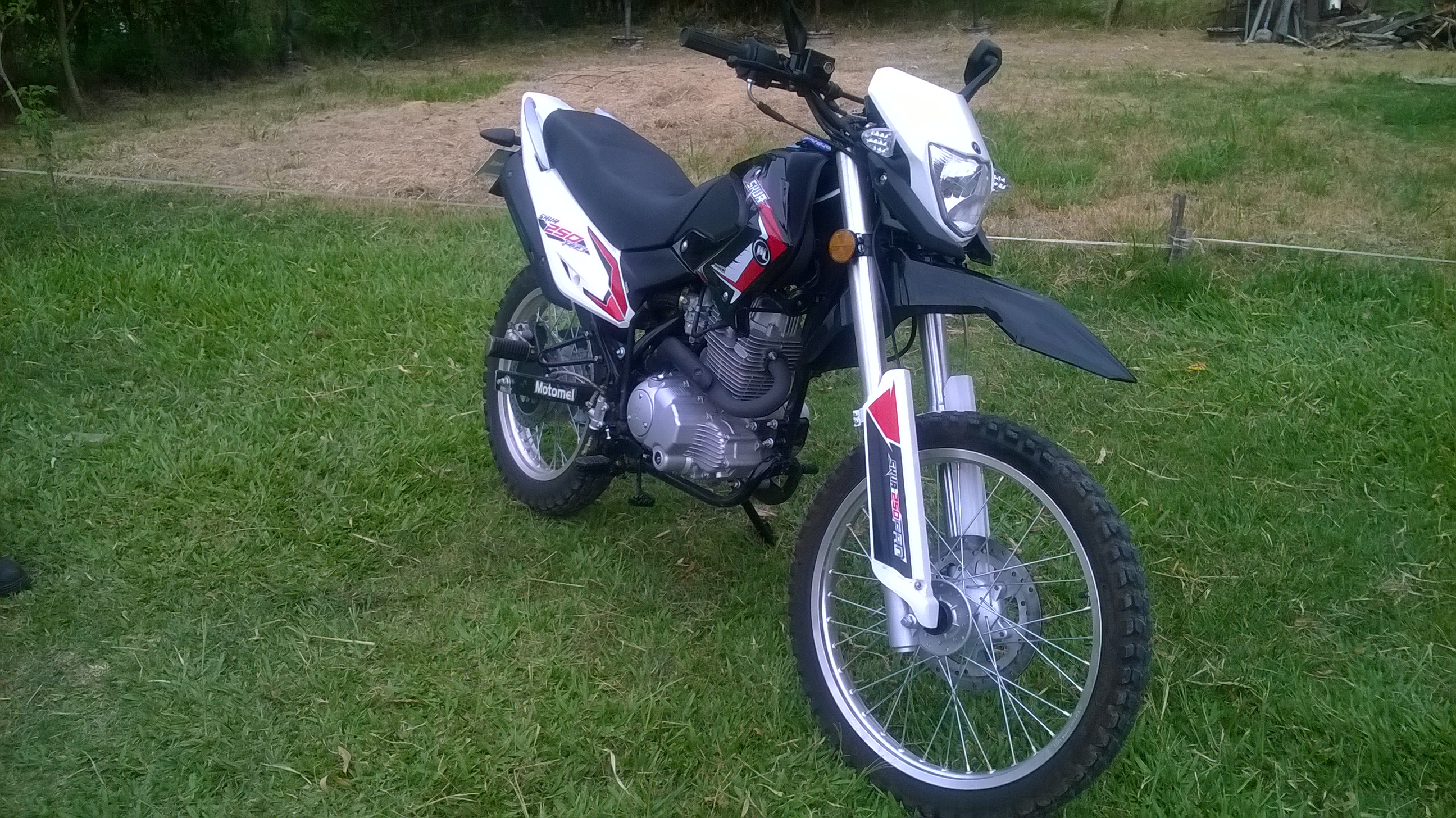
Motomel Skua 250 PRO

### Calle
- Max 110
- CG 150 S2
- SIRIUS

### Cross
- Skua 125 Extreme
- Skua 150 v6
- Skua 150 Silver Edition
- Dakar 200
- Skua 200
- Motard 200 dk
- Skua 250
- Skua 250 Adventure
- XMM 250

### Scooters
- Strato Euro 150
- Strato Alpino 150

### Cub/Econo
- Blitz V8 110cc
- Blitz 110 Tunning
- Dlx 110cc

### Varios
- Motocargo 150 (triciclo de carga)
- Motocargo 200 (triciclo de carga)

## Evolución del logo

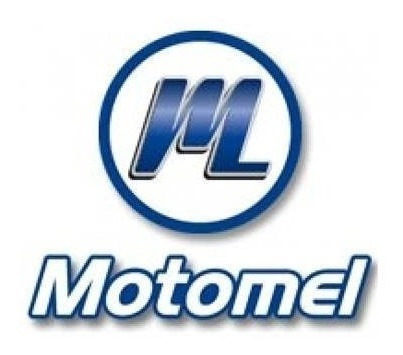
2009 - 2013
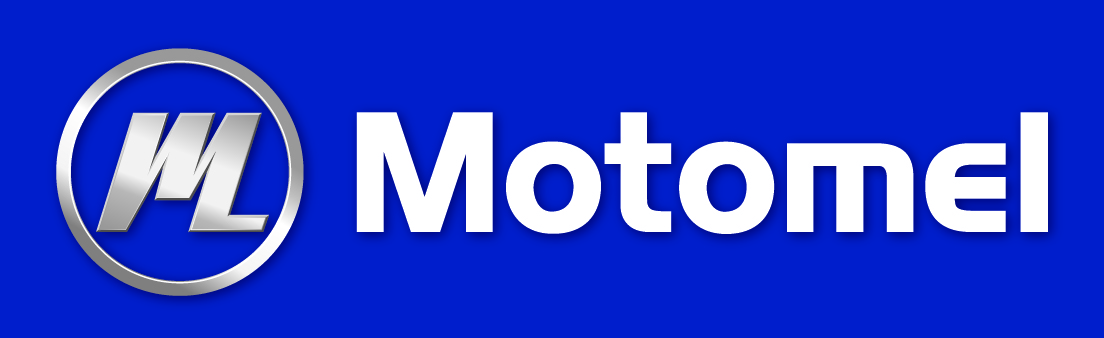
2013 - 2023
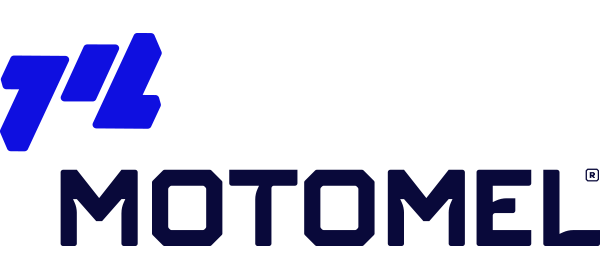
2023 - presente